# Stefano Gobbi
Stefano Gobbi, M.S.M. (Dongo, 22 de março de 1930 – Milão, 29 de junho de 2011), foi um padre católico, membro da Pia Sociedade de São Paulo. Tornou-se conhecido por ser o fundador do Movimento Sacerdotal Mariano. No ano de 2024, recebeu o título de servo de Deus pela Igreja Católica.

## Biografia
De acordo com o site oficial do Movimento Sacerdotal Mariano, Dom Stefano Gobbi nasceu em Dongo (província de Como, Itália) em 22 de março de 1930. Foi ordenado sacerdote em 1964 e pertencia à Sociedade de São Paulo fundada por Don Alberione. Além disso, é doutor em Teologia Sagrada pela Universidade Pontifícia de Roma.
O ponto focal de sua vida pode ser colocado em 8 de maio de 1972, durante uma peregrinação a Fátima. Ele estava rezando na Capela das Aparições, quando em segredo a Virgem Maria lhe teria falado, claramente, na forma que a teologia espiritual cristã define como "locuções interiores". Maria o convida a recolher os seus irmãos sacerdotes, que acolhiam a ideia de consagrar-se ao Seu Coração Imaculado e a serem profundamente unidos ao Santo Padre e à Igreja a ele unida. O Pe. Gobbi pedirá a Maria um sinal confirmando esse pedido, sinal que recebeu no mesmo mês no santuário da Anunciação em Nazaré.
Em 13 de outubro de 1972, com outros dois padres, ele iniciará o Movimento Sacerdotal Mariano (MSM), que se espalhou pelos cinco continentes e viu o padre Gobbi viajar pelo mundo inteiro para reuniões de oração e fraternidade chamadas "Cenáculos.
Ao longo de sua vida, a Virgem continuará a guiá-lo através de locuções interiores e lhe dará mais de 600 mensagens destinadas a serem publicadas e divulgadas em todo o mundo. Essas mensagens são coletadas em um livro intitulado "Aos Sacerdotes, filhos prediletos de Nossa Senhora" e que estamos acostumados a chamar de "o Livro Azul". Este livro recebeu numerosas aprovações episcopais e numerosos “Imprimatur”, entre os quais os dos cardeais Bernardino Echeverria Ruiz O.F.M., Ignatius Moussa Daoud e Jean-Baptiste Wu.
O Pe. Gobbi teve uma relação estreita com o Papa São João Paulo II, que por vários anos o convidara para celebrar a Santa Missa com ele em sua capela particular e acompanhou de perto as atividades do Movimento Sacerdotal Mariano.
Enquanto se preparava para dirigir, como sempre, os Exercícios Espirituais Internacionais dos Sacerdotes em Collevalenza (Itália), sofreu um ataque cardíaco e morreu alguns dias depois, em 29 de junho de 2011, o dia em que o Papa Bento XVI celebrou seus 60 anos de sacerdócio, na solenidade de São Pedro e São Paulo. A Santa Missa do seu funeral foi celebrada em Collevalenza entre seus irmãos sacerdotes de todo o mundo, presidida pelo cardeal Ivan Dias, e foi enterrado em sua cidade natal, Dongo, no sábado, 2 de julho, festa do Coração Imaculado de Maria. Essas circunstâncias marcam como um selo a sua vida: a ele que tanto rezou e fez rezar pelo Papa, a ele que fundou e dirigiu o MSM, a ele que trouxe tantas pessoas em todo o mundo para se consagrarem ao Coração Imaculado de Maria e para viverem esta consagração.

## Beatificação
Em 2024, sua causa de beatificação e canonização foi apresentada pelo cardeal Oscar Cantoni, então bispo de Como. Com a autorização do Papa Francisco, Padre Gobbi recebeu oficialmente o título de servo de Deus.